# Pesti Napló Könyvek
A Pesti Napló Könyvek egy magyar nyelvű vegyes tartalmú könyvsorozat volt az 1930-as években. A Pesti Napló Rt., az Est Lapkiadó Rt. és a Magyarország Napilap Rt. közös kiadásában Budapesten megjelent kötetek többek közt a következők voltak:
- Móricz Zsigmond: A bál
- Pirandello legszebb novellái
- Alfred de Musset: A század gyermekének vallomása
- Kárpáti Aurél: Halottak, akik élnek - Huszonhárom magyar elbeszélő
- André Maurois: Költő a máglyán
- Öltözködés és divat
- Aldous Huxley: Légnadrág és társai
- Boccaccio legszebb novellái
- Tápay-Szabó László: Az emberiség története
- Művelt és udvarias ember a XX. században
- A sport